# Luz (série)
Luz é uma telenovela infantojuvenil produzido pela Netflix em parceria com a Floresta. É a primeira telenovela brasileira  original Netflix. A primeira temporada do seriado foi lançada em 7 de fevereiro de 2024.  
Conta com Marianna Santos, Marcos Pasquim, Gabriela Moreyra, Daniel Rocha e Claudia di Moura nos papéis principais. 
Em 8 de abril de 2024 foi anunciado o cancelamento de Luz após uma única temporada.

## Enredo
Luz (Marianna Santos) é arrancada dos braços de seus pais logo após nascer e é criada por outra família sem conhecer sua verdadeira história. O responsável por esse sequestro é Carlos (Celso Frateschi), o avô da menina, que ordenou sua morte quando bebê, temendo que um dia ela pudesse reivindicar sua herança, pela qual ele a culpa pela morte de seu filho (Bruno Gadiol) em um acidente de carro. Baltazar (Marcos Pasquim), um dos capangas de Carlos, recebe a tarefa de eliminar Luz, porém ele é incapaz de cometer esse ato e a entrega aos cuidados da pajé Ga (Claudia di Moura), que a cria como parte da etnia kaingang. Quando Luz completa 9 anos, descobre uma pista importante sobre seu passado e decide fugir. Ela acaba indo parar em um internato, onde busca respostas sobre suas origens ao lado de novos amigos, incluindo Joca, que se torna seu melhor amigo, e encontra proteção e uma verdadeira amizade no professor Marcos (Daniel Rocha). 

## Elenco
| Intérprete          | Personagem             |
| ------------------- | ---------------------- |
| Marianna Santos     | Luz Marinho Ferreira   |
| Daniel Rocha        | Marcos Almeida         |
| Gabriela Moreyra    | Isadora Marinho (Dora) |
| Celso Frateschi     | Carlos Ferreira        |
| Marcos Pasquim      | Baltazar Marinho       |
| Mel Lisboa          | Valéria Ferreira       |
| Claudia di Moura    | Gá                     |
| Miá Mello           | Kelly Thompson         |
| Dandara Albuquerque | Isabella Rocha         |
| Maurício Destri     | Gael Sanches           |
| Bruno Gadiol        | Lucas Ferreira         |
| Julianne Trevisol   | Fernanda Souza         |
| Francisco Galvão    | Joaquim Soares (Joca)  |
| Mari Campolongo     | Sabina                 |
| Kauê Rodrigues      | Miguel                 |
| Gabriel Cano        | Otávio Thompson        |
| Alice Gattal        | Nic                    |
| Yasmin Berti        | Adriana (Adri)         |
| Sophia Rosa         | Érika                  |

### Participações especiais
| Intérprete      | Personagem      |
| --------------- | --------------- |
| Aramis Trindade | Fausto          |
| Priscila Fantin | Gabriela Soares |
| Lena Roque      | Maria Rocha     |
| Carol Marra     | Camilla         |